# Sonia & Selena
Ne doit pas être confondu avec Selena.
Sonia & Selena est un duo de chanteuses espagnoles formé par les chanteuses Sonia Madoc et Selena Leo.

## Histoire
Ce duo de pop latino a été actif de 2000 à 2002.
Sonia & Selena ont participé à la finale espagnole du Concours Eurovision de la chanson 2001 mais ne purent aller au-delà de ce stade de la compétition.
Après leur séparation en 2002, Sonia & Selena ont chacune mené une carrière solo.

## Succès
Ce duo est connu principalement pour deux titres : Yo quiero bailar (en) et Que viva la noche. Ceux-ci figurent tous les deux sur leur unique CD Yo quiero bailar (en) sorti en 2001.
Cet album s'est vendu à plus d'1 million d'exemplaires dans le monde. Il a été certifié disque d'or et de platines dans plusieurs continents du monde.

## Dans la culture
Sauf indication contraire, les informations mentionnées dans cette section peuvent être confirmées par le générique de fin de l'œuvre audiovisuelle présentée ici, ainsi que par la base de données cinématographiques IMDb,  présente dans la section « Liens externes ».
- Le titre Que viva la noche figure notamment sur la bande-originale du film L'Auberge espagnole réalisé en 2002 par Cédric Klapisch.